# Самбата де Жос (Брашов)
Самбата де Жос (рум. Sâmbăta de Jos) насеље је у Румунији у округу Брашов у општини Воила. Oпштина се налази на надморској висини од 421 m.

## Становништво
Према подацима из 2011. године у насељу је живело 548 становника.